# Reboursin
Reboursin é uma comuna francesa na região administrativa do Centro, no departamento Indre. Estende-se por uma área de 12,63 km². Em 2010 a comuna tinha 106 habitantes (densidade: 8,4 hab./km²).